# Distretto di Luzhu
Il distretto di Luzhu (蘆竹區S, Lúzhú QūP) è un distretto della città di Taoyuan, situata a Taiwan.